# Křížová cesta (Litrbachy)
Zaniklá Křížová cesta v Městě Litrbachy na Sokolovsku (Lauterbach Stadt, po roce 1945 Čistá) se nacházela v centru obce.

## Historie
Křížová cesta vedla od kostela svatého Michaela k novému hřbitovu ve východní části obce, založenému roku 1862. Zanikla po roce 1949 s celým městečkem, které bylo začleněno do vojenského výcvikového prostoru.

### Kostel svaté Michaela
Kostel byl postaven v letech 1774 – 1775 Wenzelem Hausmannem z Teplé na místě staršího kostela ze 16. století, který již roku 1551 byl farní a který vyhořel roku 1772. Věž ke kostelu byla přistavěna roku 1777. Kostel byl jednolodní, obdélný, s polokruhově uzavřeným presbytářem a hranolovitou věží, v ose kostela za presbytářem na východní straně. Obdélná loď měla zaoblené rohy, nečleněné stěny byly prolomeny obdélnými, půlkruhově zaklenutými okny. Presbytář byl obdélný, zevně uzavřen trojboce, uvnitř půlkruhově. Hranolová věž byla členěná do dvou pater, se třemi velkými a dvěma malými zvony.
Velký hlavní zvon, umístěný ve věži, byl 192 kg těžký. Jednalo se o mistrovské dílo slévačské firmy Divall z Chebu, která jej odlila roku 1778. Visel ve středu věže, vedle něj visely dva velké, ale o něco menší zvony, po stranách pak dva nejmenší. Velký mariánský zvon byl pokrytý sérií plastik, dva menší vedlejší zvony nesly jména svatých – svatého Michaela a svatého Josefa.
Kostel byl vybaven barokním mobiliářem, zejména hlavním barokním oltářem, bočním oltářem z 2. poloviny 17. století a kazatelnou z roku 1772.